# Cuddles and Dimples
Cuddles and Dimples ist ein britischer Comicstrip, der ab 1986 erschien. der in der Comic-Zeitschrift The Dandy veröffentlicht wird. Er wurde erstmals 1986 veröffentlicht. Die Protagonisten der Geschichten sind zwei Brüder im Kleinkindalter, die überall, wo sie hinkommen, Ärger machen. Der Zeichner des ersten Strips war Barrie Appleby, zu dessen bekanntesten Strips sie gehören. 2003 wurde die Serie von Nigel Parkinson übernommen.

## Geschichte des Comics
Cuddles und Dimples begannen als zwei verschiedene Strips. Während Dimples am 27. Oktober 1984 in The Dandy erstmals erschien, war Cuddles bereits seit März 1981 in Nutty zu sehen. Als Nutty 1985 mit The Dandy fusionierte, folgte Cuddles nicht und wurde stattdessen die Titelfigur des Magazins Hoot. Hoot fusionierte im folgenden Jahr mit The Dandy. Die erste Geschichte über Cuddles und Dimples zeigte, wie Cuddles' Familie nach Dandytown zog, wo er Dimples kennenlernte. Dies geschah in der Ausgabe 2345 vom 1. November 1986. Ende 1987 verschwanden ohne Erklärung die Eltern von Cuddles und es hieß, die Kleinkinder seien Zwillinge.
Die Figuren nahmen die Titelseite von The Dandy von Ausgabe 3008 (Juli 1999) bis Oktober 2000 ein. Ab 2003 wurde Cuddles und Dimples von Nigel Parkinson übernommen, der die Serie umgestaltete. Dimples wurde zum älteren Bruder und erhielt einen Fleck mit braunem Haar. Außerdem wurde er etwas intelligenter. Cuddles Aussehen weniger grotesk und er wurde zum jüngeren, naiveren und ekelhaften Bruder. Auch ihre Eltern wurden umgestaltet: Papa wurde ein dickbäuchiger, glatzköpfiger Idiot und Mama eine moderne Frau. Der Strip wurde mit der Umgestaltung von The Dandy im Oktober 2010 beendet. Das Magazin selbst wurde 2012 eingestellt. Es folgten einige Nachdrucke des Magazins mit Cuddles und Dimples in den Jahren 2014 und 2017.